# Automatic (песня The Pointer Sisters)
«Automatic» — песня американской группы The Pointer Sisters, выпущенная в 1984 году в качестве второго сингла из альбома Break Out. Успех релиза, пробившегося в итоге на пятую строчку чарта Billboard, помог трем другим синглам из этого же альбома подняться в топ-10.
Данная композиция, наряду с «I'm So Excited», является одной из наиболее известных в творчестве группы.

## История создания
Согласно воспоминаниям Рут Пойнтер, одной из участниц группы, данный трек стал последним, записанным для альбома. В то время как у продюсера группы, Ричарда Перри, возникли сомнения относительно того, кто сможет исполнить низкую партию, у Рут колебаний на этот счет не возникло, и именно её ведущий вокал звучит в куплетах песни.
Неудача лирической баллады «I Need You», ранее (в 1983 году) выбранной в качестве первого сингла, побудила Ричарда Перри в очередной раз обратиться для нового релиза к танцевальному треку. Выбор на этот раз оказался удачным: песня «Automatic» получила значительное эфирное время на радио и стала популярна в клубах. Композиция стала самой успешной для группы на Британских островах: в Великобритании сингл провел две недели на второй позиции, в Ирладнии ему покорилась вершина чарта. В США трек вошёл в топ-5 всех основных чартов.
Второй стороной сингла стал альбомный трек «Nightline» с ведущим вокалом Джун Пойнтер.

### В записи участвовали
- ведущий вокал — Рут Пойнтер
- бэк-вокал — Анита и Джун Пойнтер
- продюсер — Ричард Перри

### Позиции в чартах
| Чарт (1984)                                  | Высшая позиция |
| -------------------------------------------- | -------------- |
| Ирландия (IRMA)                              | 1              |
| Нидерланды (Single Top 100)                  | 9              |
| Новая Зеландия (RIANZ)                       | 8              |
| Великобритания (The Official Charts Company) | 2              |
| Billboard Hot 100 (США)                      | 5              |
| US Black Singles (Billboard)                 | 2              |
| US Hot Dance Club Songs (Billboard)          | 2              |

## Кавер-версии
- Часть композиции использовалась в начале 1990-х в музыкальном оформлении американской телепередачи The Price Is Right.
- Песня использована в фильме «Рикошет» (1991).
- В 2002 году оригинальная версия песни «Automatic» включена в саундтрек видеоигры Grand Theft Auto: Vice City, действие которой происходит в 1980-е.
- В 2006 году бельгийская исполнительница Afi записала свою версию «Automatic»[6], которая достигла топ-20 местных чартов[7].
- В 2007 году певица Ultra Naté записала свою версию песни и выпустила её как сингл. Кроме того, на песню был снят музыкальный клип. Песня поднялась на пятую строчку в бельгийских и испанских чартах и, кроме того, на неделю возглавила американский танцевальный чарт.
- В 2008 году британская группа Hot Leg записала свою версию песни для EP I've Met Jesus.[8]